# アカデミカス
『アカデミカス』（リトアニア語: Akademikas）は、リトアニアの青年雑誌。1933年から1939年までカウナスで発行されていた。その後1993年から1995年まで再びカウナスで発行された。

## 歴史

### 戦間期
新聞『ストゥデントゥー・バルサス』に代わって1933年に創刊された。その後1939年まで月2回発行された。発行元はヴィータウタス・マグヌス大学 (VDU) 学生民族主義団体「ネオ・リトアニア」。
1939年までに136号が発行された。発行部数は約2000部（1938年）。カウナスのV・アトコチューナス印刷所およびヴィルティス印刷所で印刷されていた。

### 再創刊
1993年、カウナスで同名の学生雑誌が創刊された。出版元はリトアニア人学生民族主義団体「ネオ・リトアニア」。1995年まで全3号が発行された。1993年の発行部数は約3000部、1995年の部数は約1000部。

## 編集者
- 1933年-1935年 - アンタナス・ヴァリュケナス
- 1935年 - S・ポヴィラヴィチュス
- 1935年-1937年 - ミーコラス・ヤセナス
- 1937年-1939年 - ヴラダス・ナウセダス
- 1938年-1939年 - ヨナス・チュベルキス

### 再創刊後
- 1993年-1994年 - ヨナス・ヴィトカウスカス
- 1995年 - アンドリュス・マジュリマス